# Nine Mile
Nine Mile è un villaggio della Giamaica, facente parte della Parrocchia di Saint Ann, a poche miglia a sud di Brown's Town.

## Monumenti e luoghi d'interesse

### Mausoleo di Bob Marley

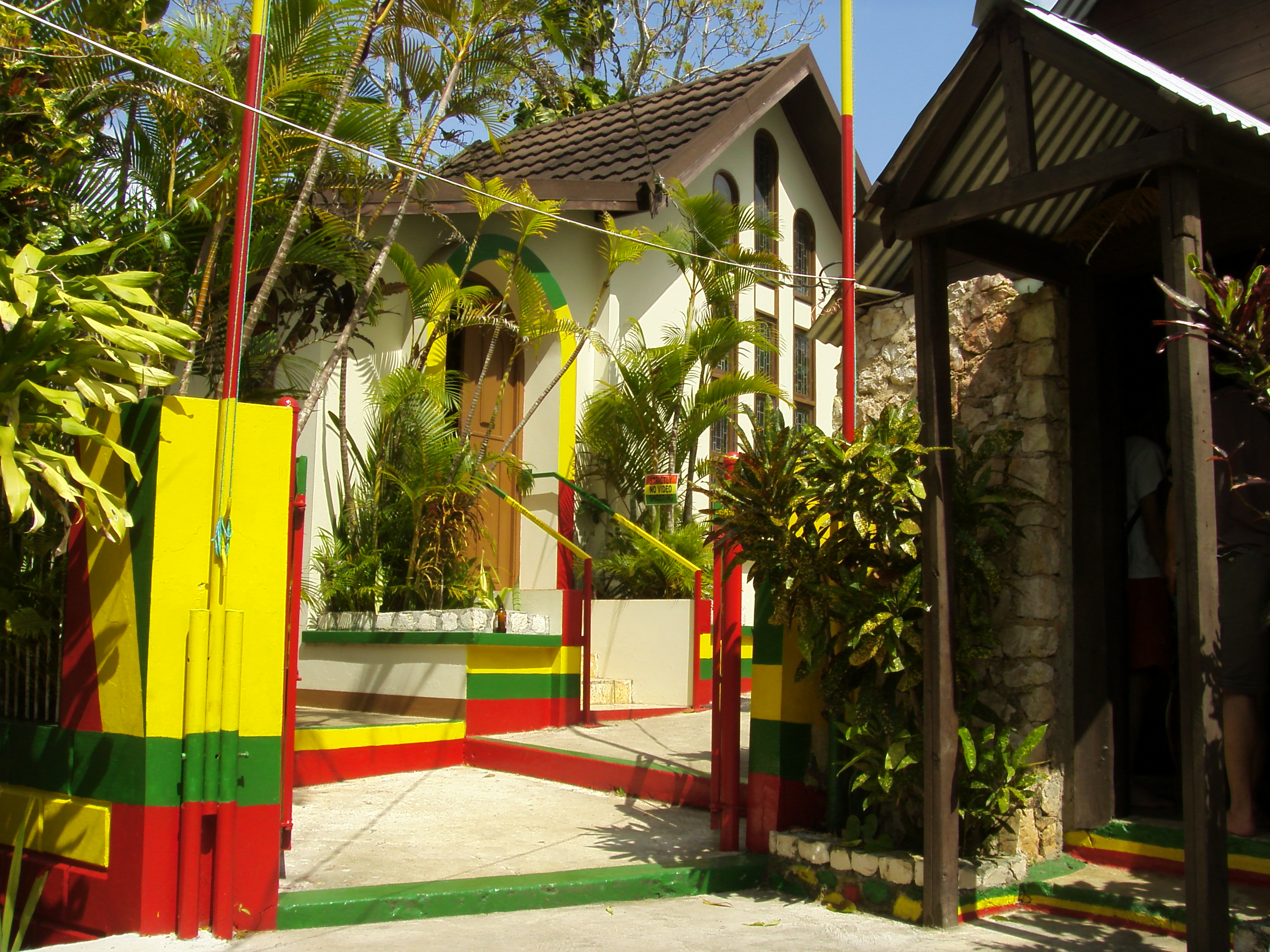
Ingresso alla casa natale (sulla destra) e il mausoleo dove è sepolto Bob Marley (sullo sfondo al centro) a Nine Mile - 2011

Il Bob Marley Mausoleum è un'attrazione turistica situata a Nine Mile, gestita dai membri della famiglia di Marley. Ha molti manufatti storici tra cui chitarre, premi e fotografie. Nine Mile è dove è iniziata la carriera musicale di Bob Marley e ha anche influenzato molte delle sue canzoni. 
Il corpo del cantante è sepolto insieme alla sua chitarra in un mausoleo di marmo oblungo alto 2,5 m all'interno di una piccola chiesa di design etiope tradizionale. Ci sono due mausolei sulla proprietà. Il primo è quello della madre di Marley, Cedella Booker, conosciuta come Mama Marley. Il secondo contiene i resti dello stesso Marley.